# Hifomicets
Els hifomicets (Hyphomycetes) són una classe obsoleta de fongs de la antiga divisió Deuteromycota que han perdut els seus cossos de fructificació.
La majoria dels hifomicets actualment estan assignats a la divisió Ascomycota, sobre la base de les connexions genètiques fetes per l'anàlisi filogenètica de les seqüències de l'ADN; moltes romanen sense assignar filogenèticament.
La identificació dels hifomicets es basa principalment en la seva morfologia microscòpica, incloent la morfologia dels conidis, especialment la septació, la mida, el color, i la textura de la paret cel·lular, l'arranjament dels conidis, el tipus de cèl·lula conidiogènica i altres morfologies.

## Història de la seva nomenclatura i taxonomia
Pel fet que les formes asexuals dels fongs es troben normalment separades de les seves formes sexuals, quan es va iniciar el seu estudi microscòpic a principi del segle xix, sovint no se sabia quan dues formes morfològicament diferents eren part d'una espècie i es va desenvolupar una taxonomia independent per a formes sexuals i asexuals de la mateixa espècie. Ja al segle XX es va considerar que l'autèntica classificació era segons l'estadi sexual del fong. El resultat va ser que per a moltes espècies de fong hi havia dos noms científics acceptats. Una d'elles per la forma asexual (o anamorf) i l'altra per a la forma sexual (teleomorf). Aquesta nomenclatura dual només va ser abandonada el gener de 2012, i la transició a un sistema d'un sol nom, amb un nom que representi tots els morfs d'un fong, encara està incompleta.

## Importància ecològica
Els hifomicets aquàtics són comuns en les fulles caigudes submergides i altra matèria orgànica especialment en aigua neta que circula ben airejada. Els hifomicets aquàtics tenen un paper en la degradació de la matèria orgànica en els rius pel fet que els seus enzims extracel·lulars trenquen el teixit de les fulles i les fan més palatables als invertebrats.
Els fongs hifomicets copròfils es troben les femtes de molts animals herbívors i tenen el paper important de degradar la cel·lulosa. Algunes espècies només es troben sobre les femtes, com Angulimaya sundara, Onychophora coprophila, Pulchromyces fimicola, Sphondylocephalum verticillatum i Stilbella fimetaria.
Els fongs hifomicets entomopatògens infecten insectes i aràcnids i es troben especialment diversificats en regions tropicals i subtropicals especialment a Àsia. La majoria estan filogenèticament associats a famílies d'Ascomicets, Cordycipitaceae i Ophiocordycipitaceae. Els insectes hostes són infectats per espores asexuals que germinen al cos de l'insecte Alguns fongs afecten el comportament de l'insecte (formiga zombie), Alguns gèneres d'hifomicets entomògens són Beauveria, Metarhizium i Tolypocladium;. Les espècies de Beauveria i Metarhizium es fan servir en el control biològic en fitopatologia. Tolypocladium inflatum va ser la primera font de ciclosporina A, usada en trasplantaments.
Molts fongs dispersat per l'aire són hifomicets. Espècies de Penicillium i Aspergillus són productores de micotoxines que afecten la salut. Algunes espècies com Penicillium digitatum sobre fruits cítrics i Penicillium expansum sobre les pomes, són comunes sobre aliments específics, mentre d'altres espècies creixen en altres tipus diferents d'aliments.
Els fongs nematòfags viuen sobre nematodes vius o morts. Les espècies del gènere hifomicet Arthrobotrys, estan relacionades filogenèticament o són formes asexuals d'Orbilia, ataquen els nematodes amb substàncies adhesives i es planteja usar-los en el control biològic.